# Гродненский завод автомобильных агрегатов
Гродненский завод автомобильных агрегатов (бел. Гродзенскі завод аўтамабільных агрэгатаў) — белорусское машиностроительное предприятие, располагавшееся в Гродно. В 1940-е — 1960-е годы завод некоторое время занимался производством велосипедов. В 2007 году присоединено к заводу карданных валов «Белкард».

## История
В 1884 году в Гродно была основана литейно-механическая мастерская. В 1939 году литейно-механическая мастерская и мебельная мастерская преобразованы в литейно-механический завод. В 1953 году литейно-механический завод объединён с Гродненским велосборочным заводом. С 1960 года — Гродненский велосипедный завод, с 1965 года — Гродненский завод автомобильных агрегатов. Первоначально завод входил в систему местной промышленности, в 1957 году передан в подчинение управления промышленности Гродненского облисполкома, в 1963 году — управления управления автомобильного, тракторного и сельскохозяйственного машиностроения Совета народного хозяйства (СНХ) БССР. В 1965—1988 годах завод входил в систему Главного управления по производству автомобильных агрегатов (после его преобразования — в ГПО «Автоагрегат») Министерства автомобильной промышленности, в 1988—1991 годах — Министерства автомобильного и сельскохозяйственного машиностроения СССР. В 1985 году заводу присвоен орден «Знак Почёта» (полное название — Гродненский ордена «Знак Почета» завод автомобильных агрегатов). В 1991—1994 годах завод подчинялся Госкомитету Республики Беларусь по промышленности и межотраслевым производствам, с 1994 года — Министерству промышленности Республики Беларусь. В 2000 году завод преобразован в республиканское унитарное предприятие, в 2004 году — в открытое акционерное общество.
В 2006 году на заводе действовали автоматно-прессовый цех, цех изготовления деталей амортизаторов, сборки амортизаторов, инструментальный, транспортный, электромеханический, электросиловой цехи. Производились амортизаторы для грузовых автомобилей МАЗ и КамАЗ, автобусов МАЗ, ЛиАЗ, КамАЗ, Икарус, а также тормозные камеры и стойки амортизационные. В 2006 году на заводе работало 1178 человек.
В 2007 году Гродненский завод автомобильных агрегатов был присоединён к Гродненскому заводу карданных валов «Белкард». Причиной объединения называлось стремление к оптимизации производства и повышению конкурентоспособности производства.